# Volatinero

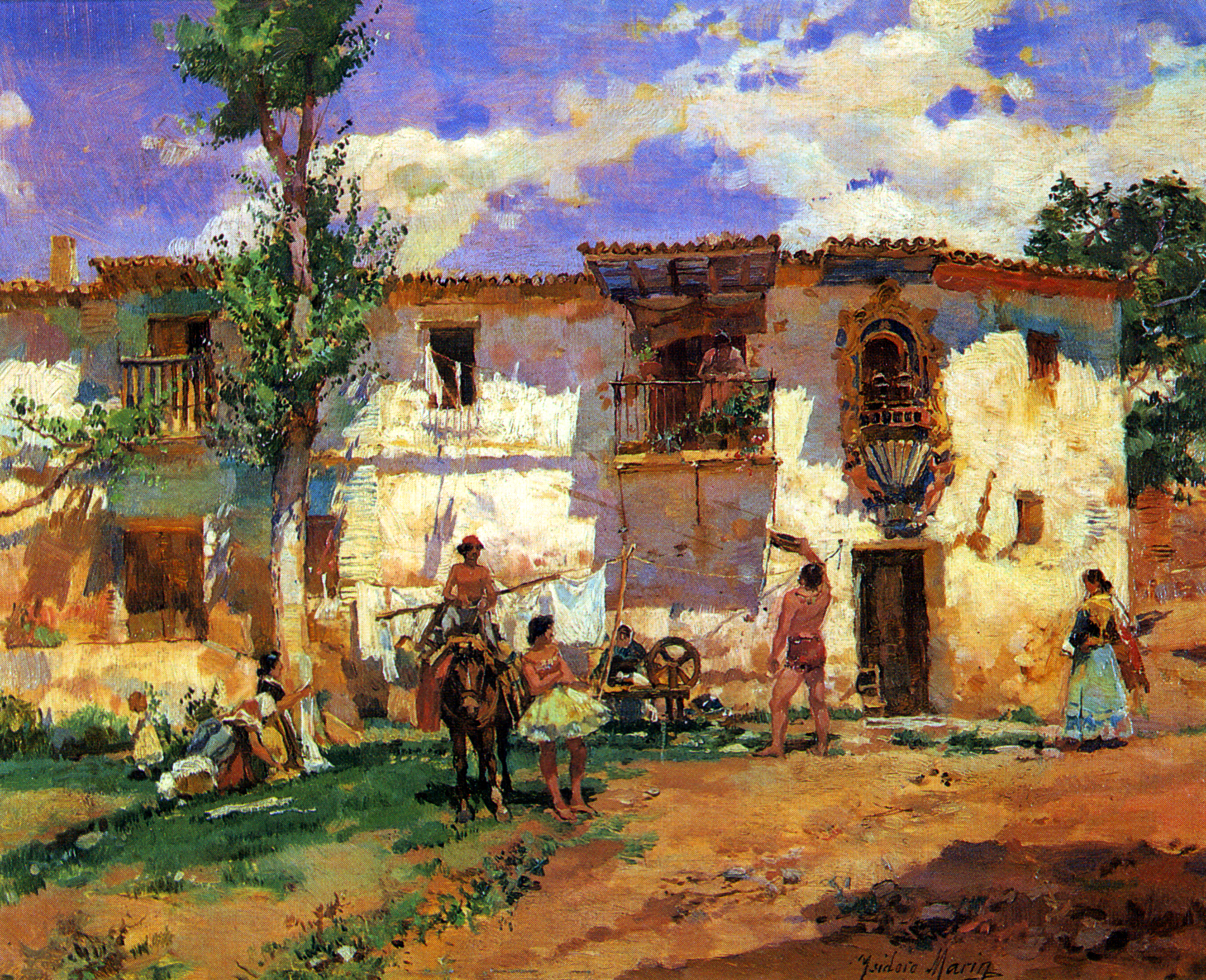
Cuadro de Isidoro Marín Gares (Granada, 1863-1926), titulado Titiriteros en la plaza del Conde, recogiendo una escena de volatineros en el barrio del Albaycín, de Granada (España).

Se llama volatín o volatinero al artista capaz de realizar diferentes ejercicios de equilibrio, movimientos y juegos acrobáticos. Es una de las más antiguas artes circenses. 
Existen términos específicos para diferenciar a los artistas volatineros: acróbata para el que realiza sus habilidades sobre el suelo; funambulista para el que camina sobre el alambre o la cuerda floja, y trapecista para el que vuela entre los trapecios o hace equilibrio sobre ellos.
A algunos volatineros se les ha llamado también titiriteros, en especial cuando su espectáculo incluía animales, muñecos o máquinas de sencillo mecanismo. En la jerga circense y teatral se usa asimismo el nombre de arlequines.

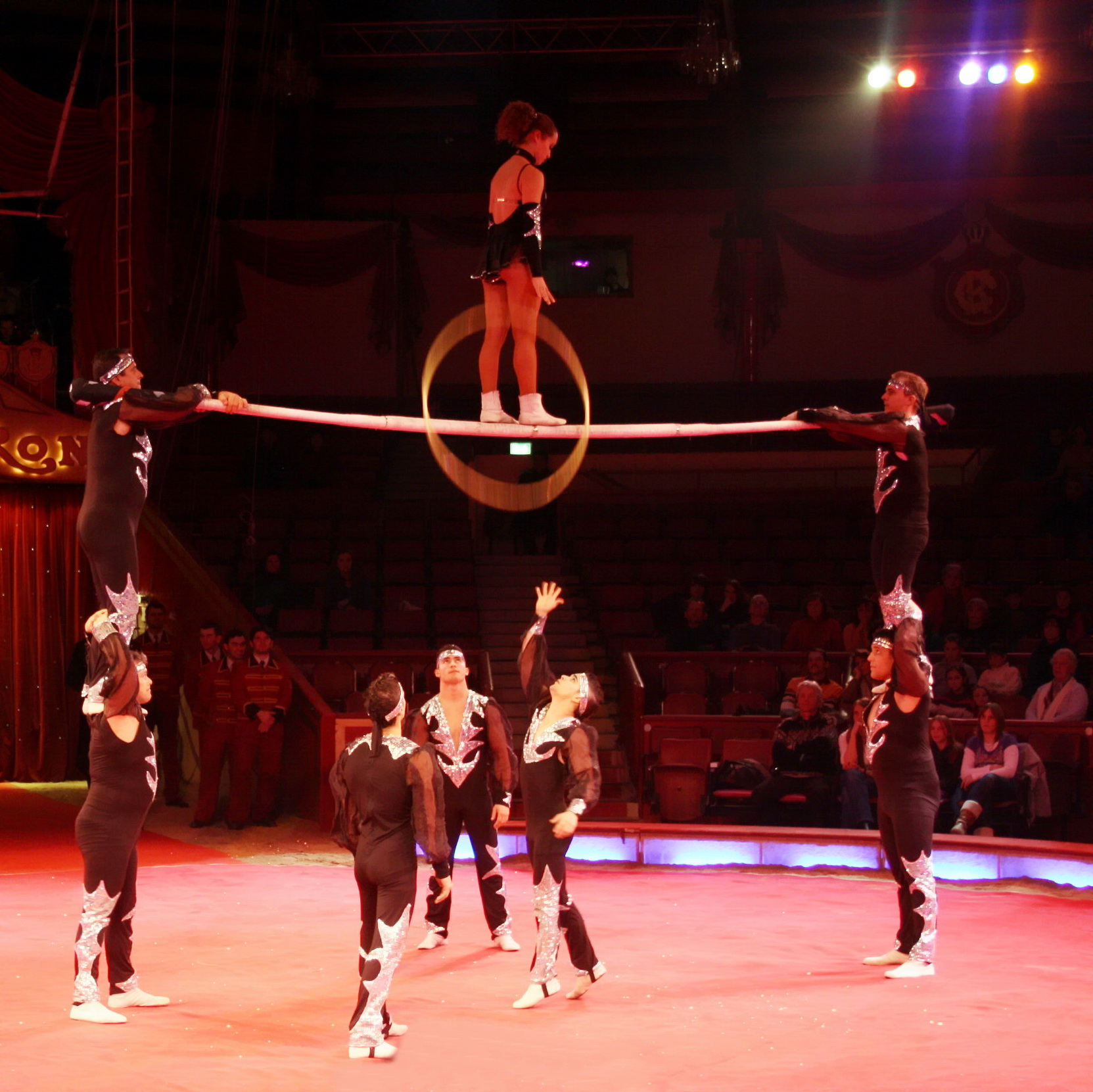
Volatineros cubanos en la pista de un circo.

En los ejercicios sobre alambre o cuerda, el instrumento esencial del volatinero es el contrapeso, una larga barra o vara de madera que le permite conservar el equilibrio al caminar sobre la cuerda floja o el alambre; de ahí que se denomine volatín de cuerda al que danza o camina sobre ella en los espectáculos de esta especie.